# Levine Museum of the New South

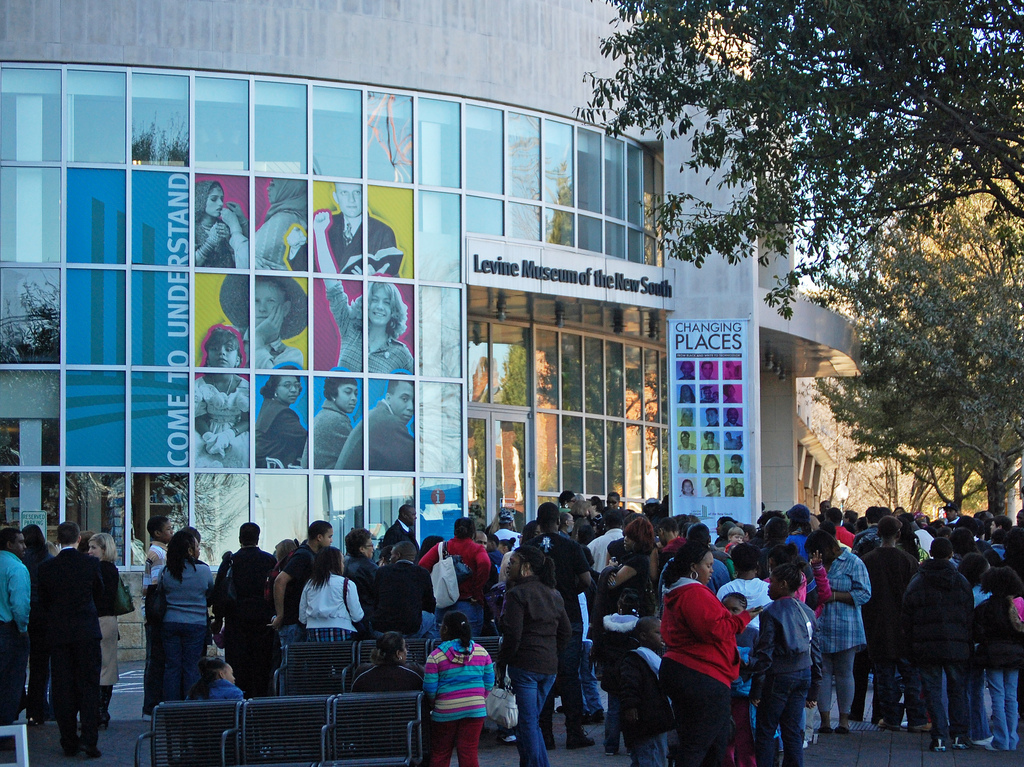
Levine Museum of the New South

Das Levine Museum of the New South ist ein Museum in Charlotte, dass sich mit der Entwicklung der North Carolina Piedmont-Region vor und seit dem Ende des Sezessionskrieges beschäftigt.

## Präsenzausstellung: Von Baumwollfeldern zu Wolkenkratzern (2001–2016)
Die Ausstellung „Cottonfields to Skyscrapers: Reinventing Charlotte and the Carolina Piedmont in the New South“ (dt. „Von Baumwollfeldern zu Wolkenkratzern“) ist eine Hauptausstellung des Museums über die Geschichte der Region. Mitte der 1990er Jahre begann die Planungsphase für die Ausstellung. Verantwortlich zeichnen vor allem die nationalen Historiker David Carlton (Vanderbilt University), David Goldfield (University of North Carolina at Charlotte), Lu Ann Jones (East Carolina University) und Tom Hanchett (Emory University). Mit der Neueröffnung des Museums im Jahr 2001 wurde die Ausstellung  eröffnet. Sie umfasst eine Ausstellungsfläche von ca. 750 Quadratmetern und bietet den Besuchern über 1.000 verschiedene Ausstellungsstücke, Bilder, Video- und Musiksequenzen. Dabei können verschiedene Umgebungen erkundet werden, wie beispielsweise der Nachbau eines historischen Bauernhauses oder das haptische, audiovisuelle Erlebnis der traditionellen Baumwollproduktion.

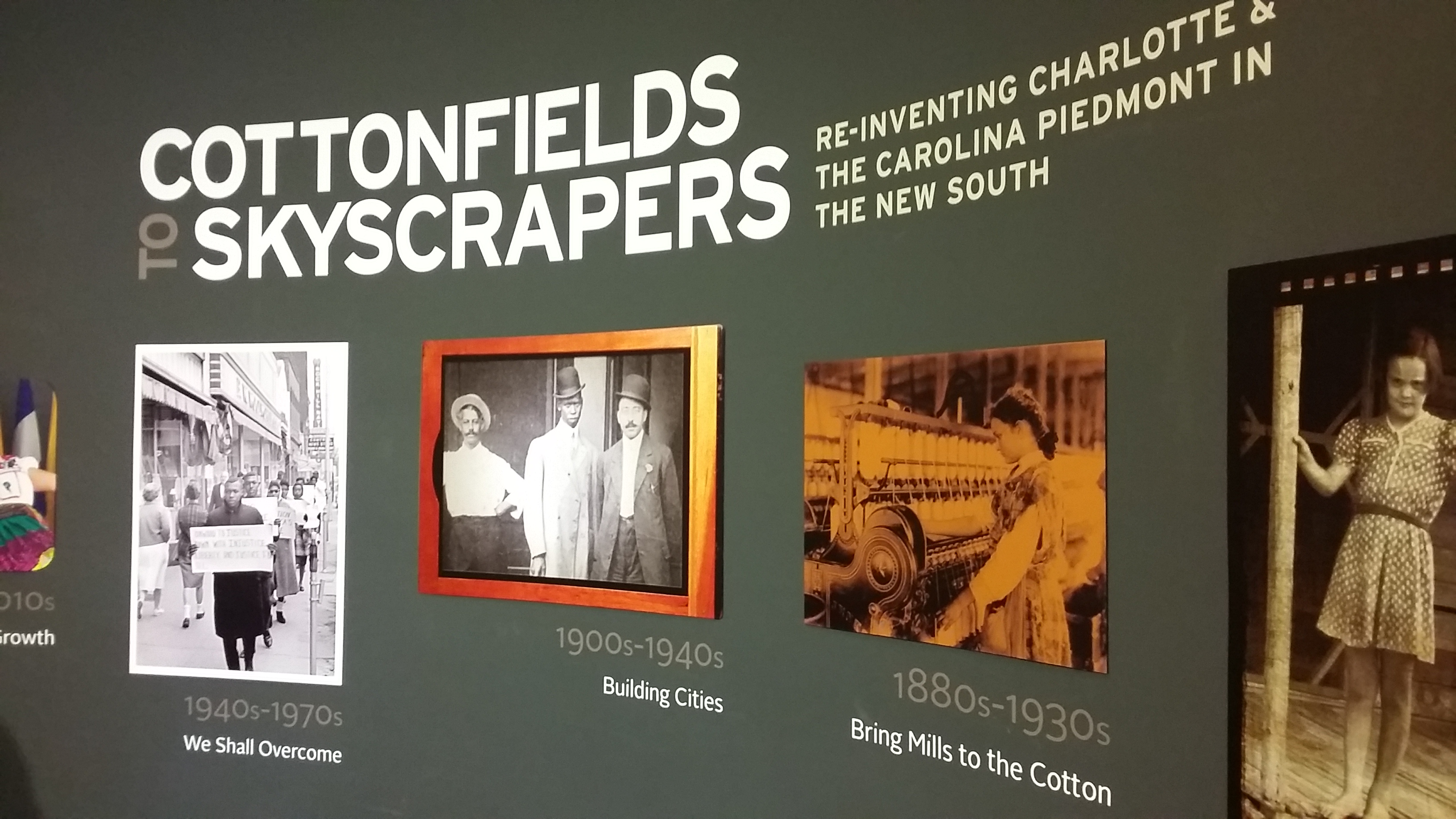
Eingang zu der Ausstellung "Cottonfields to Skyscrapers"
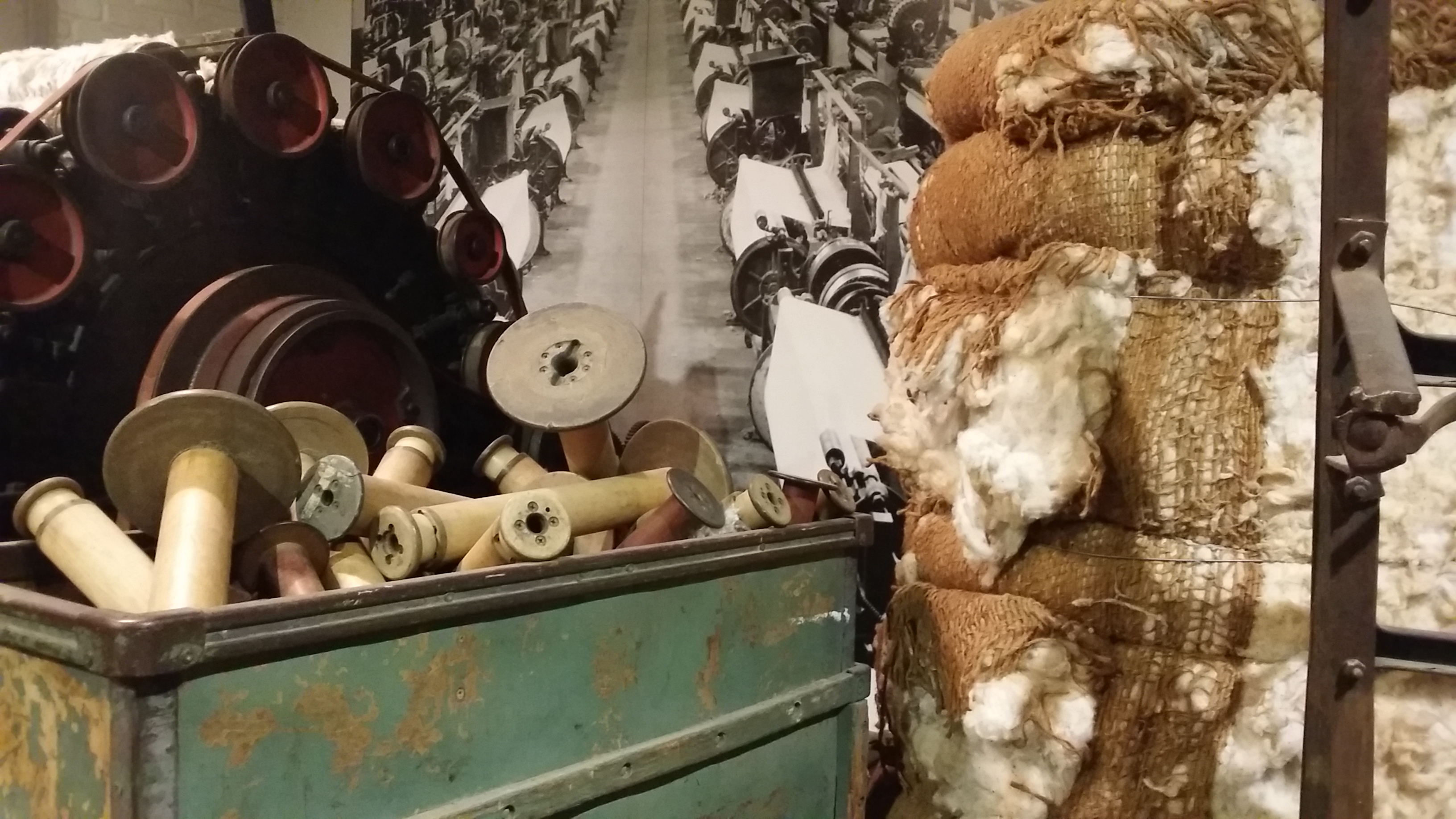
Baumwollmaschine
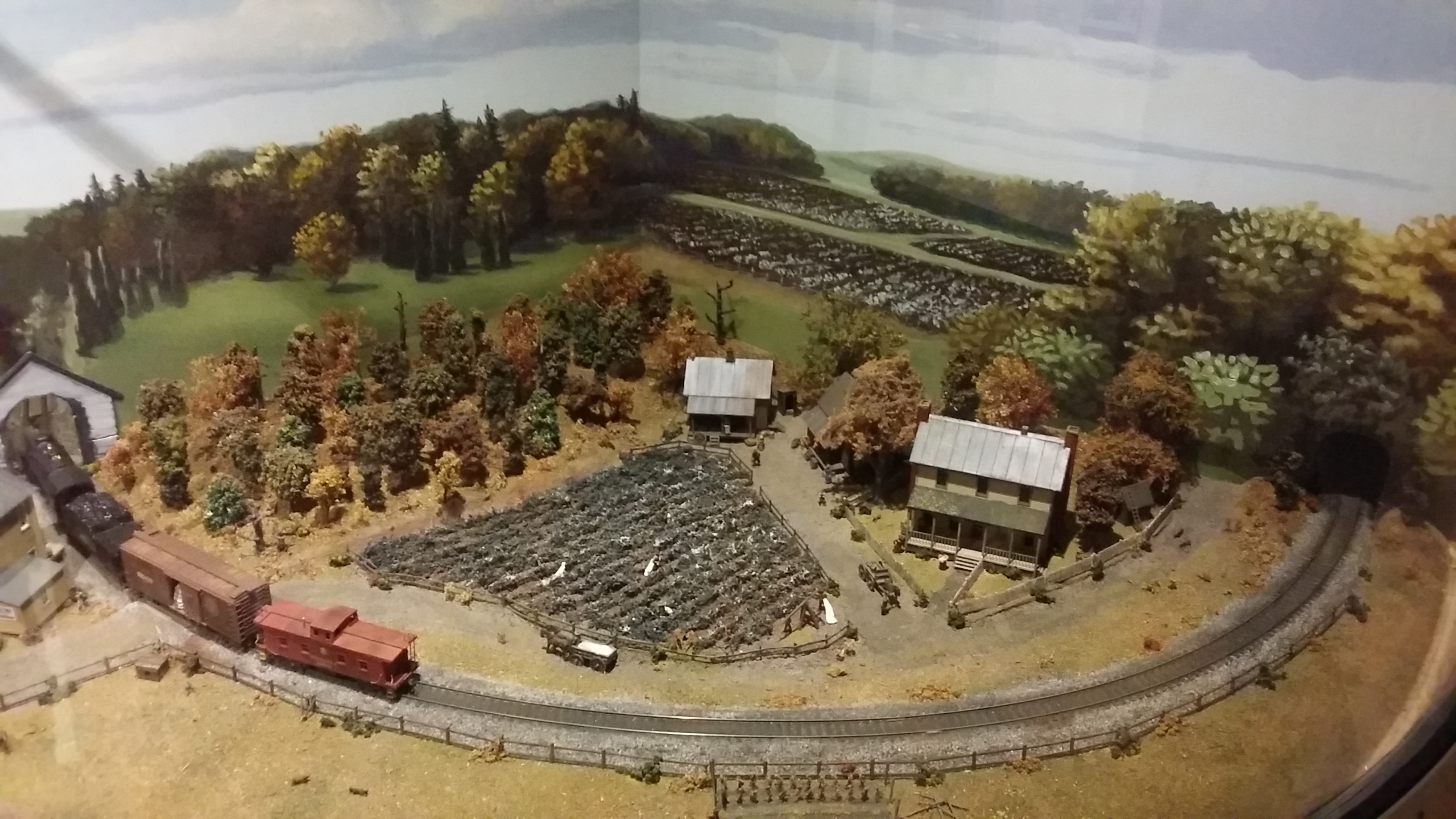
Modell einer Plantage
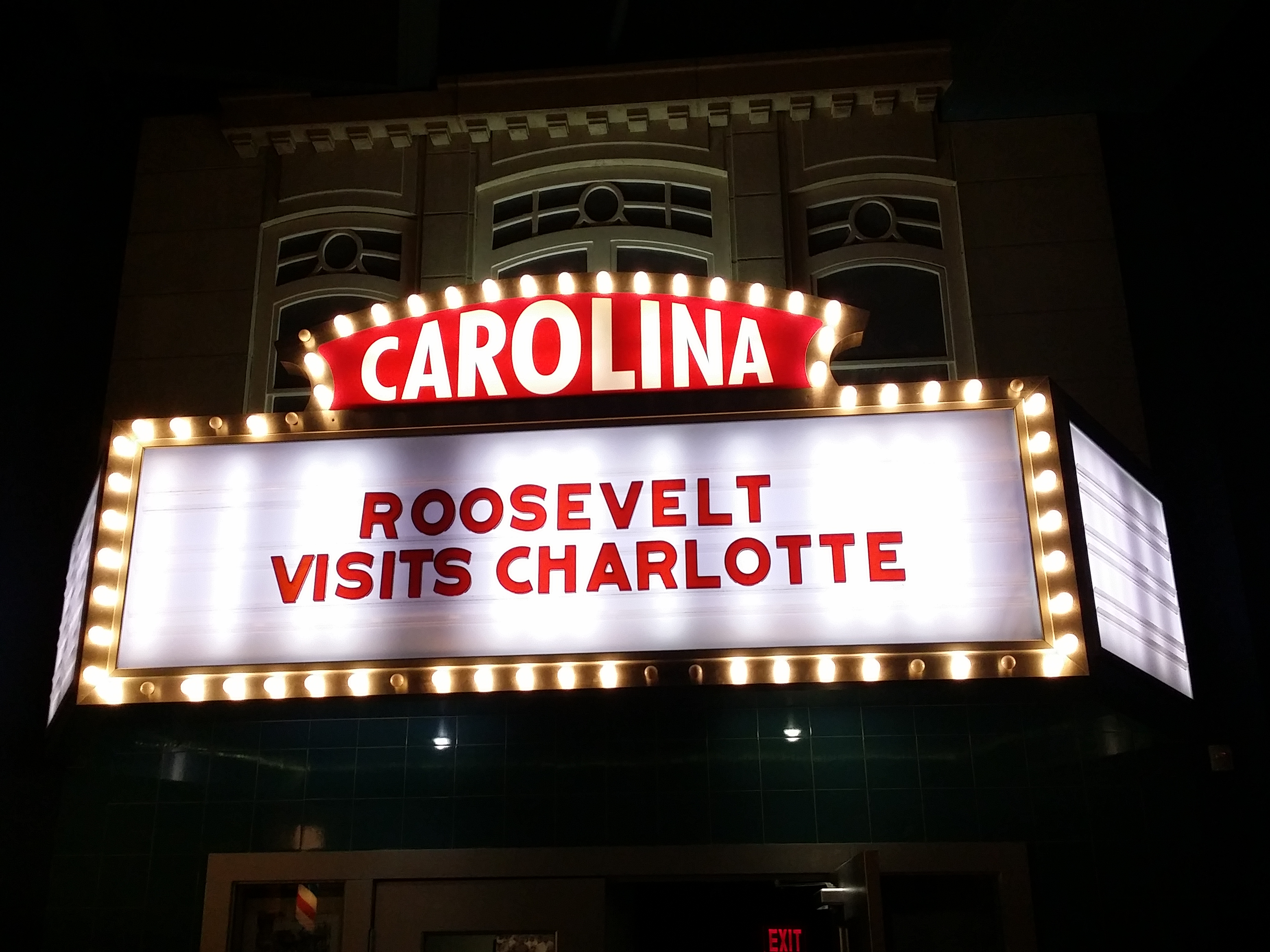
Willkommensschild für den Präsidenten Roosevelt
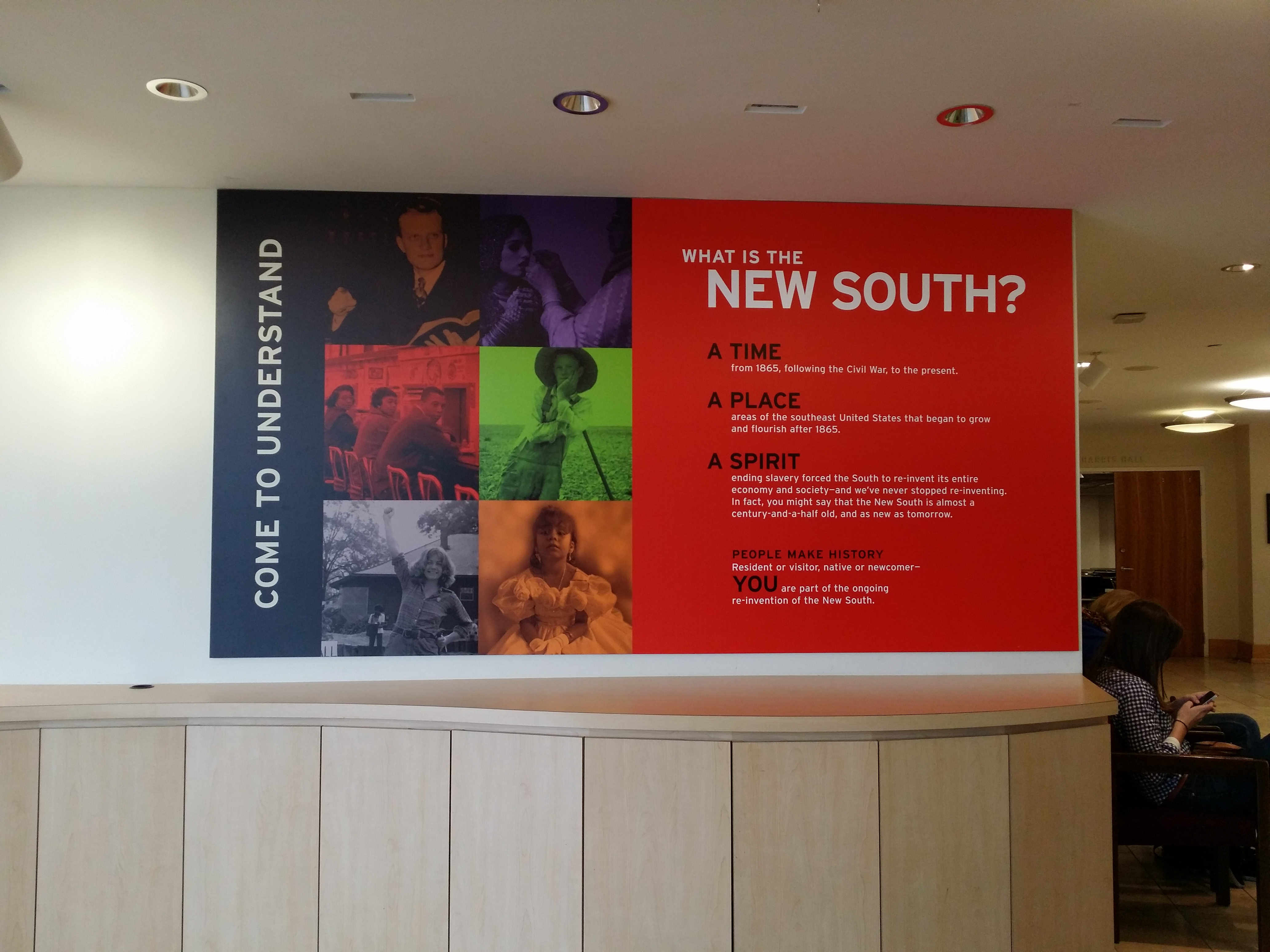
Erläuterungsschild der Ausstellung
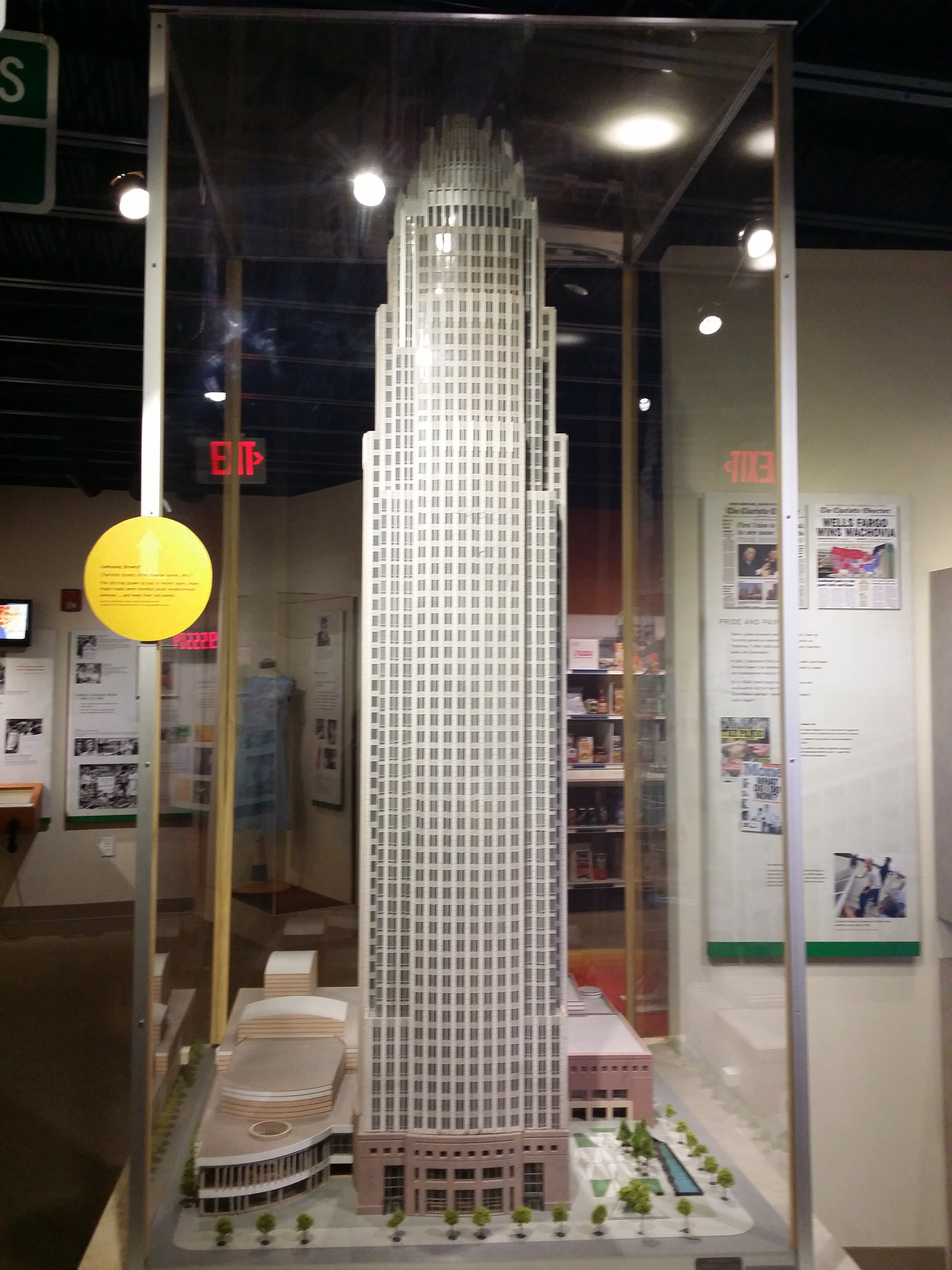
Modell des Bank of America Corporate Center

## Ausstellung: ¡NUEVOlution! Lateinamerikaner und der neue Süden (27.09.2015–27.11.2016)
Ende des Jahres 2015 eröffnete die bilinguale Ausstellung „¡NUEVOlution! Latinos and the New South“ (dt. „¡NUEVOlution! Lateinamerikaner und der Neue Süden“), welche auf eine dreijährige Entwicklungsphase zurückzuführen ist. Auf etwa 325 Quadratmetern erklärt diese, inwiefern lateinamerikanische Zuwanderer den Neuen Süden bis heute prägen.